# Bagerhat
Bagerhat este un oraș istoric, (denumirea veche Khalifatabad) situat în districtul Bagerhat, regiunea Khulna, Bangladesh. Orașul a fost întemeiat în secolul XV, de generalul turc Khan Jahan Ali, care a slujit în timpul sultanului Nasiruddin Mahmud Shah (1442-1459). Datorită numeroaselor monumente istorice din oraș, printre care se o moschee renumită, orașul a fost declarat în 1985 patrimoniu mondial UNESCO.